# Parmezaanse kaas

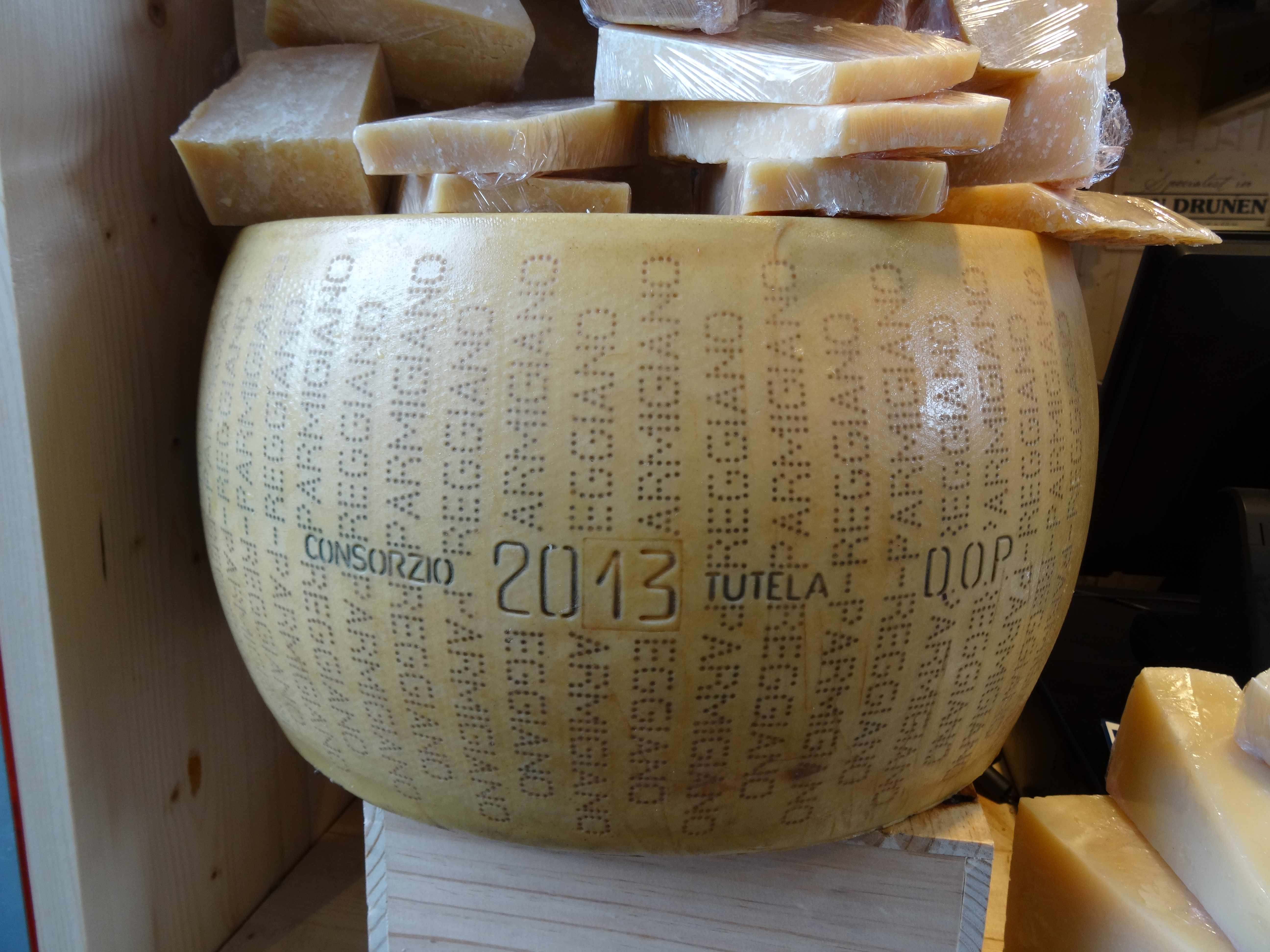
Kaas van het “Consorzio del Formaggio Parmigiano Reggiano”

Parmezaanse kaas (Italiaans: Parmigiano Reggiano, soms parmezaan genoemd) is een kaassoort die oorspronkelijk uit Italië komt, uit de omgeving van Parma.

## Geschiedenis
De kaas die in de regio geproduceerd wordt, had al in de 13e eeuw de vorm die hij nu nog steeds heeft. In de Decamerone is al een verwijzing te vinden. De zuivelverwerking in die streek zou al een veel langere geschiedenis hebben. De kaas wordt nog steeds gemaakt volgens het oude recept, met alleen de melk uit de streek, stremsel, vuur en de kunst van het kaasmaken. Andere toevoegingen aan de kaas zijn niet toegestaan.
Het zijn vooral familiebedrijven die deze kazen maken.
Parmezaanse kaas is goed te onderscheiden van vergelijkbare kazen. Alleen de kaas uit het gebied van de provincies Modena, Parma en Reggio Emilia (plus delen van Bologna en Mantua) mag de naam parmezaan dragen. De echte parmezaan is te herkennen aan het zegel dat over de hele zijkant van de kaas gedrukt is met de tekst “Parmigiano Reggiano”. De productie van de kaas wordt beheerd door het “Consorzio del Formaggio Parmigiano Reggiano”.
Er zijn in de regio 512 kleine kaasmakerijen die de kaas produceren. Samen leveren zij per jaar 2,9 miljoen kazen af. 5480 boeren leveren de melk van 270.000 koeien, wat neerkomt op 10-11 kazen per koe per jaar.
Aan de bovenzijde van elke kaas zit een caseïnemerk met nummer, waarmee op de website van het Consorzio te verifiëren is van welke kaasmaker de Parmezaanse kaas afkomstig is, alsmede het jaar van productie.
Omdat het lange rijpen van de kazen een invloed heeft op de cashflow van de, vaak kleine, kaasmakerijen, is er een bank (de Credem Bank) die de kaas laat rijpen in hun kluis, en deze als onderpand voor leningen gebruikt.

## Productie

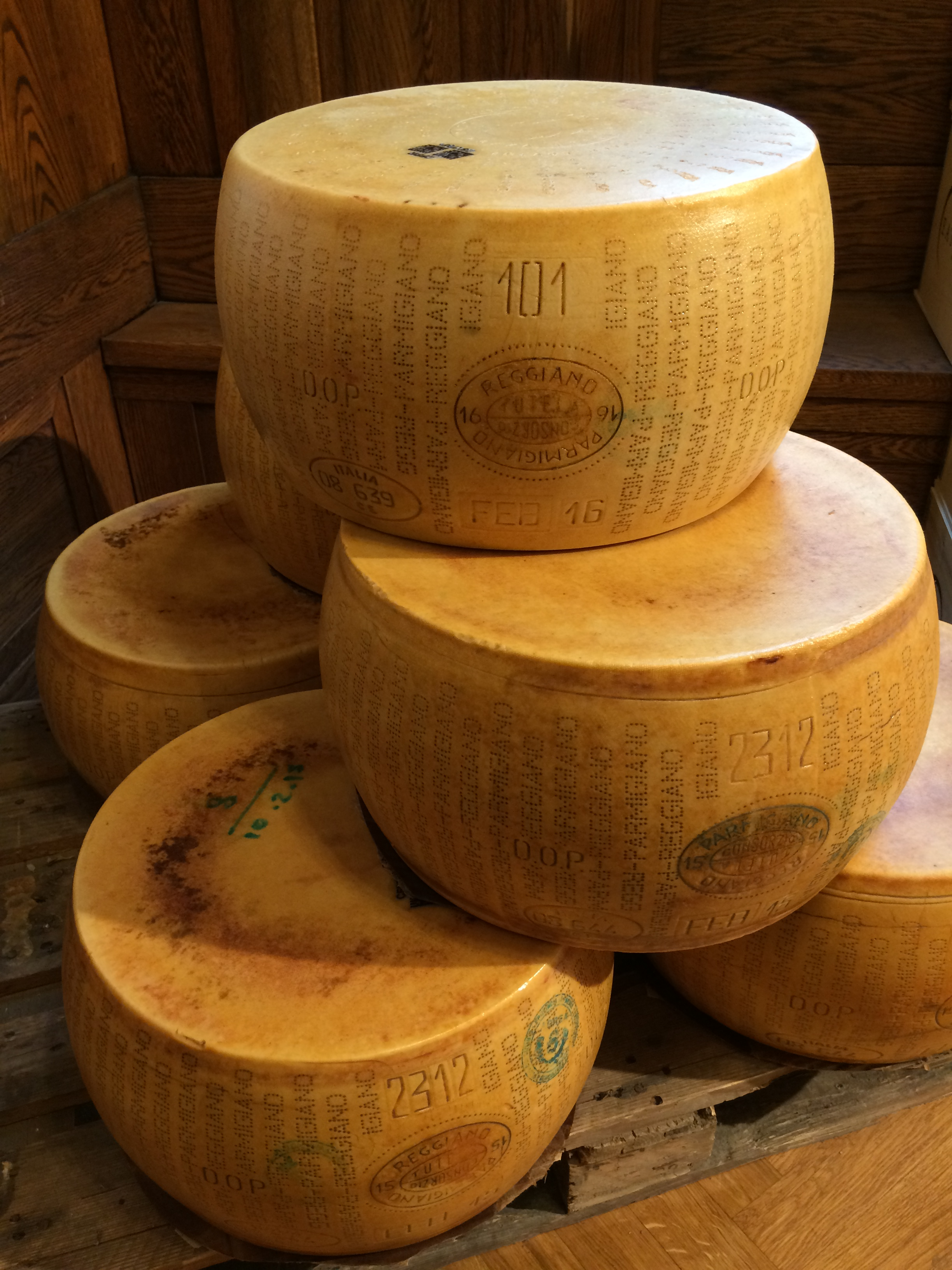
Parmezaanse kazen

Om 1 kilo Parmezaanse kaas te maken is ongeveer 16 liter koemelk nodig. Voor een hele kaas van 40 kg is dat ruim 600 liter. Er wordt met behulp van kalfsleb gestremd. Na het stremmen wordt het vocht uit de wrongel gehaald. Dit gebeurt door eerst de wei zo veel mogelijk af te gieten en vervolgens de wrongel tot zo’n 55 °C te verhitten en daarna zo’n 8-10 uur op een temperatuur van 50 °C te houden. Vervolgens worden de kazen zo’n 20 dagen in verzadigd pekelwater gelegd, waarna een lange rijpingstijd volgt.
De boeren brengen de kazen naar de drooghuizen ("kaaskathedralen") van de corporatie, waar ze in 24 lagen boven elkaar liggen te rijpen gedurende 12, 24 of 32 maanden. Tijdens de rijping worden de kazen voortdurend geborsteld en gekeerd. Het resultaat is dat de Parmezaanse kaas hard wordt en makkelijk breekt.
Tijdens en na de rijping wordt de kaas gekeurd. Alleen goedgekeurde kazen mogen het keurmerk “Parmigiano Reggiano” voeren. Er zijn drie categorieën kazen:
- Standaard, wanneer het gewone merk “Parmigiano Reggiano” toegekend is.
- “Extra” of “Export” Na een aanvullende test 18 maanden later.
- “Prima stagionatura” is de categorie die gegeven wordt wanneer een kaas is afgekeurd, maar beperkte afwijkingen heeft die het grootste deel van de kaas niet aantasten. Door de merken “Parmigiano Reggiano” aan de zijkant worden dan horizontale strepen getrokken.

De kaas is zeer lang houdbaar. Voor gebruik – bijvoorbeeld om schotels te gratineren, of om op pasta te strooien – wordt deze vaak geschaafd of geraspt. Hiervoor kan men een speciale kaasmolen of Microplane gebruiken. In heel dunne plakken over salades, met alleen olijfolie en balsamicoazijn uit Modena, komt de smaak goed tot z’n recht.
Parmezaanse kaas wordt ook kant-en-klaar geraspt verkocht, maar vaak zou in dergelijke producten geen goedgekeurde echte parmezaan zitten.